# Weslaco
Weslaco ist eine Stadt im Hidalgo County im US-Bundesstaat Texas. Der Stadtname ist von der W. E. Stewart Land Company abgeleitet – einer Landerschließungsgesellschaft, die 1917 große Teile des Stadtgebiets aufkaufte. Weslaco liegt im Süden von Texas nahe der Grenze zu Mexiko. Das U.S. Census Bureau hat bei der Volkszählung 2020 eine Einwohnerzahl von 40.160 ermittelt. Innerhalb des Hidalgo County liegt sie damit – nach McAllen, Mission, dem Verwaltungssitz Edinburg, Pharr sowie der unkorporierten Gemeindung Donna an sechster Stelle.

## Geographie

### Lage
Geographisch liegt Weslaco im Golfküsten-Hinterland – nahe dem für Ackerbau günstigen Schwemmland im unteren Rio-Grande-Tal. Die Stadt ist Teil einer Reihe von Ortschaften und Städten, die entlang des US-Highways 83 parallel zum Rio Grande errichtet wurden und sich von Mission im Westen bis zum Regionalzentrum Brownsville im östlich gelegenen Cameron County ziehen. Lagetechnisch befindet sich Weslaco in der südöstlichen Ecke des Hidalgo County. Der durchs Stadtgebiet führende und nördlich am Stadtkern vorbeilaufende US-Highway 83 ist die wichtigste Verbindungsstraße.
Die Besiedlungsdichte im Stadtkern entspricht mit 4.900 bis 6.100 Einwohner pro Quadratmeile vergleichbaren Stadtzentren. In Richtung umgebende Außenbezirke fällt sie stark ab. Die Einwohnerdichte dort beträgt zwischen 1.300 und 2.500 Einwohner pro Quadratmeile. In den westlichen und östlichen Außenzonen liegt sie noch einmal erheblich darunter.

### Klima
Das Klima in der Region ist subtropisch und subhumid. Die Temperaturangaben für die benachbarte Stadt McAllen reichen von durchschnittlich 8° C im Januar bis zu 35° C im Juli. Die durchschnittliche Jahrestemperatur beträgt 23° C. Die durchschnittliche Niederschlagsmenge liegt bei 23 Zentimeter pro Monat. Haupt-Regenmonate sind Mai und September.

## Geschichte
Die erste Ansiedlung von Europäern auf dem heutigen Stadtgebiet erfolgte im Zug der Landzuteilungen, welche die neuspanischen Behörden in der zweiten Hälfte des 18. Jahrhunderts für die nördlich des unteren Rio Grande liegenden Gebiete vergaben. Einer der ersten Siedler war der Viehzüchter Juan José Ynojosa de Ballí. Ballí und seine Nachfahren bewirtschafteten ihre dortigen Güter bis 1852. 1904 wurde die Region an das Schienennetz der St. Louis, Brownsville und Mexico Railway angeschlossen. Im Zuge der Unruhen an der mexikanischen Grenze aufgrund der Mexikanischen Revolution stationierte die US-Regierung 1916 Truppen entlang des Rio Grande und errichtete zwischen Mercedes und dem heutigen Weslaco einen Kontroll-Stützpunkt.
Die Bodenbesitz-Verhältnisse änderten sich zwischen 1910 und 1920 rapide. 1913 sicherten sich zwei Landverkaufs-Gesellschaften einen Großteil des ehemaligen Llano-Grande-Landpatents und begannen mit dem Verkauf von Besiedlungs-Parzellen. Im Dezember 1917 kaufte die W. E. Stewart Land Company eine Fläche von rund 121 Quadratkilometer auf und veräußerte diese Grundfläche an mehrere Interessenten weiter. Die Stadtgründung ging zeitlich einher mit der Errichtung der Militärbasis Llano Grande – einem Ausbildungscamp, das dazu diente, amerikanische Rekruten auf den Einsatz im Ersten Weltkrieg auszubilden. Angelockt durch die Aussicht auf Land sowie die entstehende Infrastruktur zogen verstärkt angloamerikanische Neusiedler nach Weslaco. Der Postservice erfolgte bis 1920 von der Nachbarstadt Mercedes aus. 1920 bekam die Stadt ein eigenes Postamt, eine Handelskammer, eine Bank, ein Gebäude für die Gemeindeverwaltung sowie Anschluss an die elektrische Stromversorgung. 1921 wurde der Weslaco Independent School District gegründet. Darüber hinaus unterhielten die Texas Rangers im Ort eine eigene Station.
Ethnisch erfolgte bereits zu einem frühen Zeitpunkt eine Aufsplittung in unterschiedliche Stadtgebiete. Eine kommunale Verordnung aus dem Jahr 1921 wies die nördlich der Bahnlinie gelegenen Stadtgebiete hispanischen Unternehmenseignern sowie Einwohnern zu, die südlich davon gelegenen angelsächsischen. In der Folge entwickelte sich das Stadtbild hin zu zwei unterschiedlichen Städten: „El pueblo americano“, wie die Anglo-Seite der Stadt genannt wurde, bestand aus gut gebauten Reihenhäusern, wies gepflasterte Straßen auf und hatte geschlossene Abwasserkanäle. In „Mexican Town“ hingegen bestimmten Wellblechhütten, unbefestigte Straßen sowie Nebengebäude das Bild. Eine weitere Verordnung legte fest, dass hispanische Frauen nur samstags auf der Anglo-Seite der Stadt einkaufen durften. Konsequenzen hatte die ethnische Segregation auch auf die Verwendung der spanischen Sprache im öffentlichen Raum: Straßen nördlich der Gleise etwa hatten spanische Namen, Straßen in „American Town“ hingegen englische. Verschärft wurde die ethnische Aufteilung durch Bürgergruppen wie das Citizens Republican Committee, welche die Forderung erhoben, das Wahlrecht von Hispanics zu beschränken oder ganz aufzuheben.
In den 1920ern und 1930ern prosperierte die Ortschaft weiter. 1930 lag die Einwohnerzahl bei rund 4.800. Der Bau eines Eisenbahndepots im Jahr 1927 zog Konservenfabriken, eine Kistenfabrik sowie weitere Produktionsunternehmen nach Weslaco. 1928 erfolgte der Bau eines bodennahen Wasserreservoirs. Im Zug der Geschäftsviertel-Modernisierung im Jahr 1936 wurden Neonbeleuchtungen installiert. 1939 errichtete die United States Farm Security Administration nördlich der Stadt ein Camp. North Weslaco, wie es benannt wurde, diente dem Zweck, Wanderarbeiter zu beherbergen. 1940 verfügte die Stadt über rund 180 ansässige Unternehmen und Geschäfte, eine höhere Schule, eine Mittelschule sowie eine sogenannte Mexican-and-Negro-Schule. 1948 wurde das A & I Citrus Centrum eröffnet – eine landwirtschaftliche Versuchseinrichtung, die sich dem Veredeln von Grapefruits widmete. 1954 schließlich wurde südlich der Stadt eine internationale, über den Rio Grande führende Brücke in Betrieb genommen.
In den 1960er- und 1970er-Jahren war Weslaco weiterhin ein maßgebendes Zentrum der Zitrusfrüchte-Industrie im Rio Grande Valley. Die Bevölkerungsanzahl belief sich 1960 auf 15.649. Zwischenzeitlich verfügte die Stadt über neun Schulen, dreißig Kirchen, zwei Banken, ein Krankenhaus, eine Bibliothek, eine Zeitung, ein Radio- und eine Fernsehstation. North Weslaco wurde in den 1990ern in Northside Appartements umbenannt. Der Stadtkern ist bis heute von einer Reihe loser Ansiedlungen umgeben. Von Hispanics bewohnte Colonia-Wohnansiedlungen (die über das gesamte Gebiet des Rio Grande Valley verstreut sind und deren wohnliche wie sanitäre Ausstattung oft prekär ist) stehen dabei in Kontrast zu Gated-Community-Komplexen, welche im Stadtgebiet ebenfalls anzutreffen sind und laut Selbstdarstellung der Kommune die besondere Lebensqualität in Weslaco unterstreichen.
In den letzten Jahrzehnten war Weslaco regelmäßig mitbetroffen von den Hurrikans, welche die Region regelmäßig heimsuchen – so unter anderem von dem Hurrikan Dolly (2008), der eine Reihe Ortschaften und Städte im Hidalgo County in Mitleidenschaft zog.

## Demografie
Den Daten des United States Census Bureau zufolge lag die Einwohnerzahl von Weslaco 2016 bei 39.021 Personen. 18.786 davon waren männlich, 20.235 weiblich. 26.455 Einwohner waren 18 Jahre oder älter, 12.566 Kinder oder Jugendliche, 6.297 älter als 65 Jahre. Der Altersmedian betrug 33,3 Jahre. 33.905 oder 86,9 % der Befragten bezeichneten sich als Hispanic oder Latino, 4.551 oder 11,7 % als Weiße, 394 oder 1 % als asiatische Amerikaner und 144 oder 0,4 % als Afroamerikaner. 42 0,1 % schließlich gaben an, mehr als einer Ethnie anzugehören. Das Medianeinkommen pro Haushalt belief sich laut Zensus-Angaben auf 36.100 US-Dollar (USD). Der ermittelte Einkommensmedian liegt deutlich sowohl unter demjenigen der USA insgesamt (53.000 USD) als auch dem für den Bundesstaat Texas (51.900 USD). Als Personen, die in Armut leben, wies der Zensus 25 % aus, als Personen ohne Krankenversicherung 24,6 %.

## Söhne und Töchter der Stadt
- Harlon Block (1924–1945). Der US-Marineinfanterist Block, ein Absolvent der Weslaco High School, gehörte zu jenen sechs US-Marineinfanteristen, die am 23. Februar 1945 die amerikanische Flagge auf der Insel Iwojima hissten. Die Aktion, an der Block beteiligt war, war der zweite, explizit zu Propagandazwecken gestartete Versuch. Die Aufnahme davon führte zu dem weltbekannten, mit dem Pulitzer-Preis ausgezeichneten Foto Raising the Flag on Iwo Jima.[14]
- Omar Figueroa (* 1989), Boxer